# Chilomycterus
Chilomycterus is een geslacht van straalvinnige vissen uit de familie van egelvissen (Diodontidae). Het geslacht is voor het eerst wetenschappelijk beschreven in 1846 door Bibron.

## Soorten en ondersoorten
- Chilomycterus antennatus (Cuvier, 1816)
- Chilomycterus antillarum Jordan & Rutter, 1897 – Net-egelvis
- Chilomycterus geometricus (Bloch & Schneider, 1801)
- Chilomycterus reticulatus (Linnaeus, 1758)
- Chilomycterus schoepfii (Walbaum, 1792)
- Chilomycterus spinosus
  - Chilomycterus spinosus mauretanicus (Le Danois, 1954)
  - Chilomycterus spinosus spinosus (Linnaeus, 1758)